# Leslie Law
Leslie Law (n. 5 mai 1965, Hereford, Anglia, Regatul Unit) este un sportiv ce a reprezentat Franța, medaliat olimpic. A participat la 2 ediții ale Jocurilor Olimpice (2000, 2004) în care a câștigat o medalie de aur și două medalii de argint.